# إينونثات بيرفينازين
إينونثات بيرفينازين هو مركّب يُصنع من زيت السمسم ويُستخدم كعقار أولي طويل الأمد من البيرفينازين يُعطى عن طريق الحقن العضلي كمضاد نمطي للذهان، وإستر مضاد للذهان، ويستخدم في علاج مرض الفصام، ويتم تسويقه في أوروبا، ويباع تجاريّاُ تحت اسم تريلافون إينانتات.
يستخدم مُركّب إينونثات البيرفينازين بجرعة تتراوح ما بين 25 إلى 200 مجم مرّة واحدة كل أسبوعين عن طريق الحقن العضلي، ويصل مفعول الدواء إلى أعلى مستوياته خلال فترة تتراوح ما بينيومين إلى ثلاثة أيام، وتتراوح فترة عمر النصف للتخلص من الدواء ما بين أربعة وسبعة أيام.